# Davor Bobić
Davor Bobić (Varaždin, 1968.), hrvatski skladatelj.

## Životopis
Srednje glazbeno obrazovanje stjekao je u svome rodnom gradu Varaždinu. Kompoziciju, glazbenu teoriju i harmoniku diplomirao je u Kijevu, na Državnom Konzervatoriju P.I. Čajkovski. Još kao mlad sklada oratorij "Kralj Tomislav", koji je na konzertoriju ocijenjen vrhunskom ocjenom. Oratorij je ponajprije izveden u Zagrebu i Tomislavgradu, a snimljen je i nosač zvuka.
Godine 2004. završio je dosad njegovo najveće djelo "Vukovarski Requiem" koji je izveden u Zagrebu. Radi i na baletu "Veronika" s ansamblom ladom. Od 1999. godine ravnatelj je koncertnog ureda, a od 2006. ravnatelj je Varaždinskih baroknih večeri.

## Orkestralna djela
- Zagorske slike, suita za simfonijski puhački orkestar (1997.)
- Varaždin 1776, poema za simfonijski orkestar (1998.)
- Poštarska koračnica za puhački orkestar (2000.)
- Uvertira za puhački orkestar (2005.)

## Vokalno-instrumentalna djela
- Kralj Tomislav, oratorij za soliste, recitatora, zbor i simfonijski orkestar, libreto Boro Pavlović (1992./1993.)
- Četiri pjesme uz hrvatski Advent za sopran i orkestar (1992./1993.)
- Koračnica VII. Gardijske brigade HV za muški zbor i puhački orkestar, stihovi Tihomir Rožmarić (1996.)
- Četiri hrvatske božićne pjesme za zbor i orkestar (2000.)
- Međimurske legende za sopran i orkestar na stihove međimurskih narodnih pjesama / pjesme iz ostavštine Florijana Andrašeca (2000.)
- Vukovarski requiem za alt, tenor, recitatora, ženske narodne glasove, zbor i simfonijski orkestar, stihovi Ernest Fišer (2001.)
- Izaija, oratorij za sole, dječji, djevojački, mješoviti zbor i orkestar (2007/08)

## Balet
Veronika Desinićka, folk balet s pjevanjem (prema hrvatskoj narodnoj legendi) 

## Koncertantna djela
- Koncert za rog, gudače i zvona (1998.)
- Eshaton, koncert za bayan i orkestar (2002.)

## Djela za gudački orkestar
- Divertimento za gudače (1996.)
- Valse Garestiensis za gudače (1998.)
- Koncert za trombon i gudački orkestar (2000 g.)
- Sinfonietta za 15 gudača (2005.)
- Koncert za trublju i gudače (2008.)

## Djela za tamburaški orkestar
- Folk capriccio za tamburaški orkestar (2000.)
- Folk capriccio br. 2 za tamburaški orkestar (2000.)
- La valse za tamburaše ( 2002.)
- Folk capriccio za tamburaški orkestar (2003.)
- Narodna fantazija za tamburaški orkestar ( 2005.)

## Komorna
- Tri skladbe za fagot i glasovir (1990.)
- Diptih za obou i glasovir (1990.)
- Koncertne varijacije in D za flautu i glasovir (1991.)
- Sonatina za trublju i glasovir (1991.)
- Sonata za violinu i glasovir (1993.)
- Choral za brass kvintet (1993.)
- Andantino za obou i glasovir (1994.)
- Koncertni diptih za klarinet i glasovir (1995.)
- Mali triptih za tubu i glasovir (1995.)
- Karakteristična suita za flautu i glasovir (1995.)
- Mali varaždinski trio za violinu, violončelo i glasovir (1996.)
- Poema concertante za violinu i glasovir (1996.)
- Simfonijska etida za rog i glasovir (1996.)
- Elegija concertante za violončelo i glasovir (1996.)
- Simfonijska etida za trublju i glasovir (1997.)
- Koncertni triptih za trombon i glasovir (1997.)
- Varaždinska siciliana za tubu / trombon i glasovir (1997.)
- Capriccio za tubu i glasovir (1997.)
- Scherzino za trublju i glasovir (1997.)
- Adventski noccturno za obou i glasovir (1997.)
- Mali diptih za saksofon i glasovir (1997.)
- Mala fantazija concertante za violončelo i glasovir (1998.)
- Drevne zagorske fanfare za kvartet trombona (1998.)
- Intrada i capriccio za violončelo i glasovir (1998.)
- Folk diptih za fagot i glasovir (1998.)
- Prolaznosti, etida concertante za saksofon i glasovir (1999.)
- Pepeljuha - Zavaljuha, Međimurski ples, Povratak -capriccio, Balada in B, Narodna legenda, Sat-balerina, ciklus za violinu i glasovir (1999.)
- Intrada i capriccio za kvartet klarineta/saksofona (2000.)
- Z O E psalam za sekstet gudača (2002.)
- Divertimento za trublju i glasovir/tamburaški orkestar (2003.)
- Uskrsnuće za dvoje orgulje (2004.)
- Sumphoneo za glasovirski kvintet (2004.)
- Intrada i capriccio za flautu i harfu (2006.)
- Kroatina za kvartet tuba (2006.)
- Concertino za 8 glazbenika (2007.)
- Capriccio galante za fagot i klavir (2011.)

## Djela za solo instrument
- Dječja suita br.1 za koncertnu harmoniku (1986.)
- Poema za koncertnu harmoniku (1987.)
- Hommage Skrjabinu, preludij za glasovir (1989.)
- Sonatina za glasovir (1989.)
- Sonata br.1 za koncertnu harmoniku (1989.)
- Dječja suita br.2, Koncertna, za koncertnu harmoniku (1990.)
- Dječja suita br.3, Varaždinska, za koncertnu harmoniku (1990.)
- Koncertne varijacije za glasovir (1991.)
- Suita br.1 za koncertnu harmoniku (1991.)
- Apokalipsa, suita br. 2 za koncertnu harmoniku (1991.)
- Sonata br. 2 za koncertnu harmoniku (1993.)
- Karneval, suita za glasovir (1993.)
- Suita br. 3, Kijevska, za koncertnu harmoniku (1993.)
- Liturgijska suita br. 4 za koncertnu harmoniku (1996.)
- Toccata za glasovir (1996.)
- Elegija concertante za harfu (1998.)
- Scherzo - Burlesca za glasovir (1998.)
- A la Falla za glasovir (1999.)
- Klanjat će se Tebi Gospodine svi narodi Zemlje, fantazija za orgulje (2000.)
- Capriccio za flautu solo (2000.)
- Toccatina za glasovir (2000.)
- Maranatha (Drugi Isusov dolazak), capriccio za violončelo solo (2000.)
- Neispričana priča za glasovir (2002.)
- Vergl valcer za glasovir (2003.)
- Yamaha toccata za glasovir (2003.)
- Zvjezdano nebo, dječji album za glasovir (2003.)
- Dječja suita br. 4 za bayan ( 2004.)
- Capriccio za gitaru solo (2008)

## Solo pjesme
- Čujem, čujem i tugujem,  romansa za sopran i glasovir (1989.)
- Tri tragične pjesme za mezzosopran i glasovir, stihovi narodnih pjesama iz Međimurja (1990.)
- Četiri pjesme za mezzosopran i glasovir, stihovi narodnih pjesama iz Međimurja (1991.)
- Zbogom Rusijo, pjesma za mezzosopran i glasovir, stihovi Mihail J. Ljermontov (1991.)
- Ave Maria za sopran, trublju i glasovir (1993.)
- Bojnikova udovica za dramatski sopran i glasovir, stihovi Tihomir Rožmarić (1996.)
- Varaždinske senje za mezzosoran i glasovir, stihovi Ernest Fišer (1999.)

## Scenska glazba
- Videl sam Jezuša za sopran, dječji glas, dječji zbor i komorni orkestar, suita iz lutkarsko-glazbenog igrokaza autorice Vesne *Kosec – Torjanac, redatelj Dubravko Torjanac,HNK u Varaždinu (1994.)
- Mali princ, četiri songa za glas, flautu, Orffov instrumentarij i glasovir, redatelj D. Torjanac,HNK u Varaždinu (1995.)
- Zima zimom zebe, dječja predstava, redatelj D. Torjanac (1996.)
- Regoč, redatelj D. Torjanac,HNK u Varaždinu (1997.)
- Hrvatski bog Mars, Miroslav Krleža, redatelj Ozren Prohić,HNK u Varaždinu (2000.)
- Kralj karnevala, Josef Topola, redateljica Ksenija Krčar, HNK u Varaždinu (2000.)
- Bijeli jelen, Vladimir Nazor, redatelj D. Torjanac, HNK u Varaždinu (2002.) Romanca o tri ljubavi, Antun Šoljan, redatelj *Borna Baletić, HNK u Varaždinu  (2002.)
- C. N. R., Hans Christian Anderssen, redatelj D. Torjanac,HNK u Varaždinu (2004.)
- Kralj Edip, Sofoklo, redatelj O. Prohić,HNK u Varaždinu (2004.)
- Heraklo - Alkestida, Euripid, redatelj O. Prohić ,HNK u Zagrebu (2004.)
- Maca Papučarica, dječja predstava, redatelj D. Torjanac, HNK u Varaždinu (2006.)
- Orestija, Eshil, redatelj O. Prohić, Dubrovačke ljetne igre (2006.)
- Majstor i Margarita,  Mihail Bulgakov, redatelj O. Prohić, Dramsko kazalište Gavella (2006.)
- Dundo Maroje, Marin Držić, redatelj O. Prohić, HNK u Zagrebu (2007.)
- Von Lamot od Mača, M. Bulgakov, redatelj Želimir Mesarić, HNK u Varaždinu (2007.)

## Zborska (a capella / uz instrumentalnu pratnju)
- Narodna elegija za djevojački zbor a capella, stihovi Tihomir Rožmarić (1995.)
- Gospodine, smiluj se za mješoviti zbor a capella (1996.)
- Krik (prema slici Eduarda Muncha) za djevojački zbor s glasovirom i udaraljkama, stihovi T. Rožmarić (1996.)
- Svečari za dječji troglasni zbor i glasovir, stihovi T. Rožmarić (1997.)
- Varaždinska zvona za troglasni dječji zbor i glasovir, stihovi T. Rožmarić (1997.)
- Priča iz Dravske šume za dječji zbor i glasovir, stihovi Denis Peričić (1998.)
- Uskrsno svjetlo za mješoviti zbor a capella, stihovi I. Šaško (1999.)
- Vilin san za obou, glasovir, Orffov instrumentarij i dječji zbor, stihovi I. B. Mažuranić / V. K. Torjanac (1999.)
- Lipa divojka za mješoviti zbor a capella (2000.)
- Međimurski triptih za zbor i udaraljke (2001.)
- Šumska uspavanka za flautu, trublju, dječji zbor i glasovir, stihovi litvanske narodne pjesme (2001.)
- Budilica za dječji zbor, Orffov instrumentarij i glasovir, stihovi Lidija Bobić (2002.)
- Dedi, Dedi, Dedi... za dječji zbor i glasovir, stihovi Ljudevit Krajačić (2002.)
- Dodolina pjesma za mješoviti zbor a capella, narodni stihovi (2002.)
- Zeleni Jure za mješoviti zbor a capella, narodni stihovi (2003.)
- Tri dječja zbora uz pratnju glasovira: Tri vrganja, Dvije tikve, stihovi Stanislav Femenić, Bijeli jelen, stihovi Vladimir Nazor (2003.)
- Izraelski triptih za zbor i udaraljke (2004.)
- Košuta-djevojka za djevojački zbor a capella (2006.)
- Ah, ta djeca i Zaspao vjetar za dječji zbor i glasovir, stihovi S. Femenić (2006.)
- Opa, cupa tanana i Balada o ljubavi za mješoviti zbor a capella, narodni stihovi (2006.)
- Protuletje za zbor a capella (2007.)
- Kauboj mjesec za dječji zbor i glasovir, stihovi S. Femenić (2007.)
- Stopriki za mješoviti zbor a capella, stihovi I. Bek (2007.)
- Maslačak šalje djecu u svijet za troglasni dječji zbor a capella, stihovi S. Femenić (2007.)
- Zvjezdari za dječački zbor, puhački kvintet i udaraljke (2007.)
- Glasovi Jeruzalema za zbor i gudački sekstet (2008.)

## Obrade
- Koračnica II. Gardijske brigade HV-a, obrada i aranžman (1996.)
- Koračnica Hrvatskog sokola, obrada za brass kvintet (1998.)

## Nagrade
- Nagrada Ivo Vuljević Hrvatske glazbene mladeži (1996.);
- Nagrada Fonda Stjepan Šulek (1997);
- Odličje Reda Danice hrvatske s likom Marka Marulića;
- Odličje reda Hrvatskog pletera;
- Nagrada Varaždinske županije za najveća dostignuća na području kulture.
- Nagrada za najbolje orkestrirano djelo 2006.